# Massa
Massa es una ciudad italiana, capital de la provincia de Massa-Carrara, en la región de la Toscana. Tiene una población de 68 889 habitantes. Se encuentra muy cerca de la costa del mar de Liguria.
Fue capital de un antiguo ducado. Es muy conocida por sus canteras de mármol y granito, de las cuales se extrajo el mármol que se utilizó en numerosas obras del Renacimiento y el Heliocentrismo.

## Historia

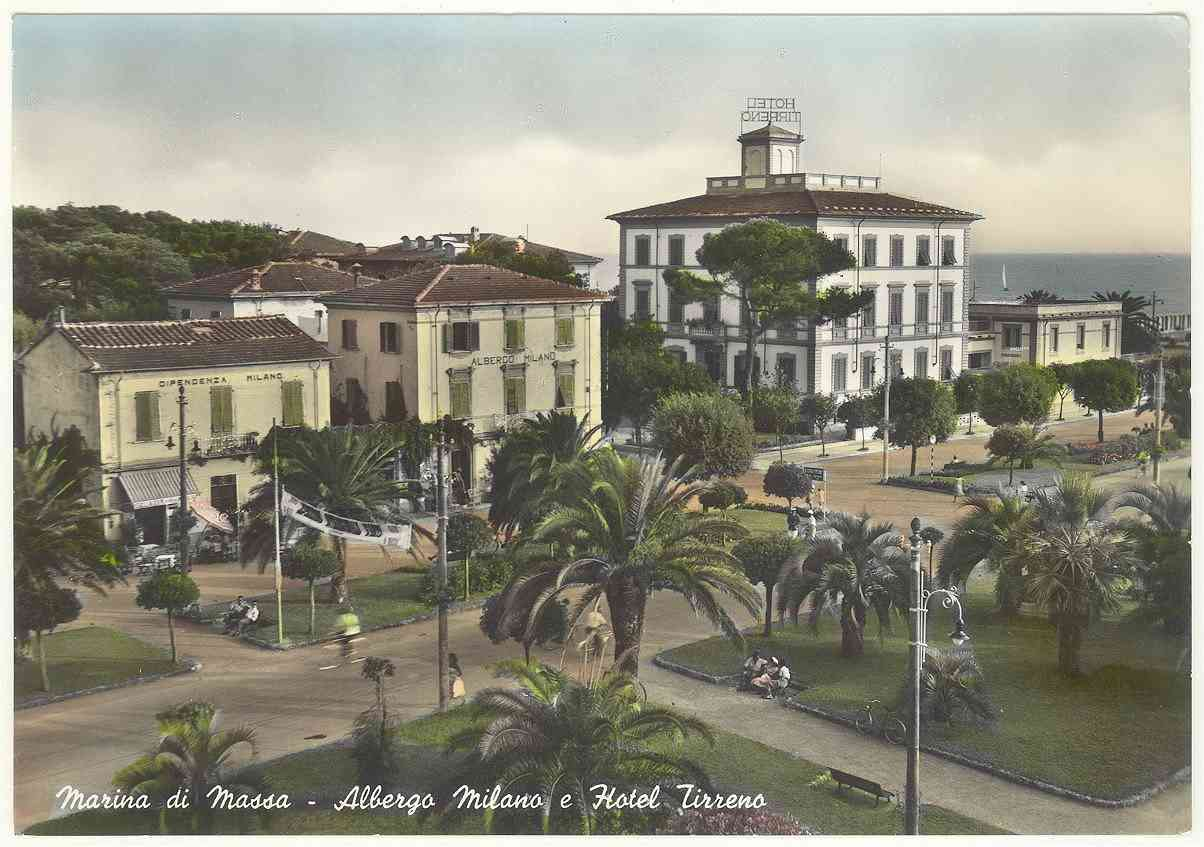
Marina de Massa

Massa está situada en la provincia de Massa Carrara, una tierra de antiguos insediamientos, donde vivieron poblaciones de los Ligures Apuanos, que fueron reemplazados por los romanos después de una larga y extremada resistencia.
Gracias a su posición estratégica a lo largo de la histórica vía Francígena, durante la Edad Media fue contendida entre Pisa, Lucca, Florencia y Génova. En pocos kilómetros encontramos una gran variedad de paisajes: desde las playas con balnearios, frecuentadas desde el siglo pasado, hasta las cimas de los Alpes Apuanos, paraíso de excursionistas. No podemos dejar de citar las canteras de mármol, dónde Michelangelo eligió la preciosa piedra blanca para sus obras de arte. Castillos y antiguos pueblos medievales amurallados nos sumergen en la antigua historia de la ciudad. También al famoso escritor Dante Alighieri, amigo de los Malaspina demoró en la provincia de Massa Carrara. Precisamente en el Castillo de Fosdinovo. Massa, capital del pequeño ducado de la dinastía Cybo-Malaspina, engarzada entre el mar Tirreno y las cimas de los Alpes Apuanos.
Massa se encuentra en el paralelo 44, a lo largo de la llamada Línea Gótica. Durante la Resistencia al nazifascismo (1943-1945) combatió, tanto que a la provincia de Massa Carrara le ha sido otorgada la medalla de oro al valor militar. y a la ciudad la medalla de oro al mérito civil.

## Demografía
| Gráfica de evolución demográfica de Massa entre 1861 y 2001 |
|                                                             |
| Fuente ISTAT - Elaboración gráfica por parte de Wikipedia   |

## Lugares de interés

### Plaza de los Naranjos

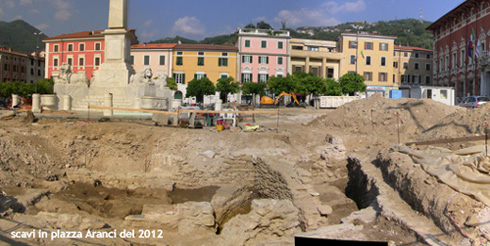
Piazza Aranci, refugio subterráneo.

Es el corazón de la ciudad, así llamada por las hileras de naranjos que desde siglo XVIII rodean sus tres lados. En el centro de la plaza se levanta un obelisco decorado con grandes leones en mármol, que son también  fuentes, creado en el 1553 por los Duques de Modena. La plaza está enriquecida por el Palacio Ducal (Palacio Rojo) con una amplia perspectiva decorada con pequeños balcones y figuras. En esta plaza se encontraba la iglesia de San Pietro destruida en el 1807. Hay un refugio antiaéreo subterráneo abierto al público una vez al año.

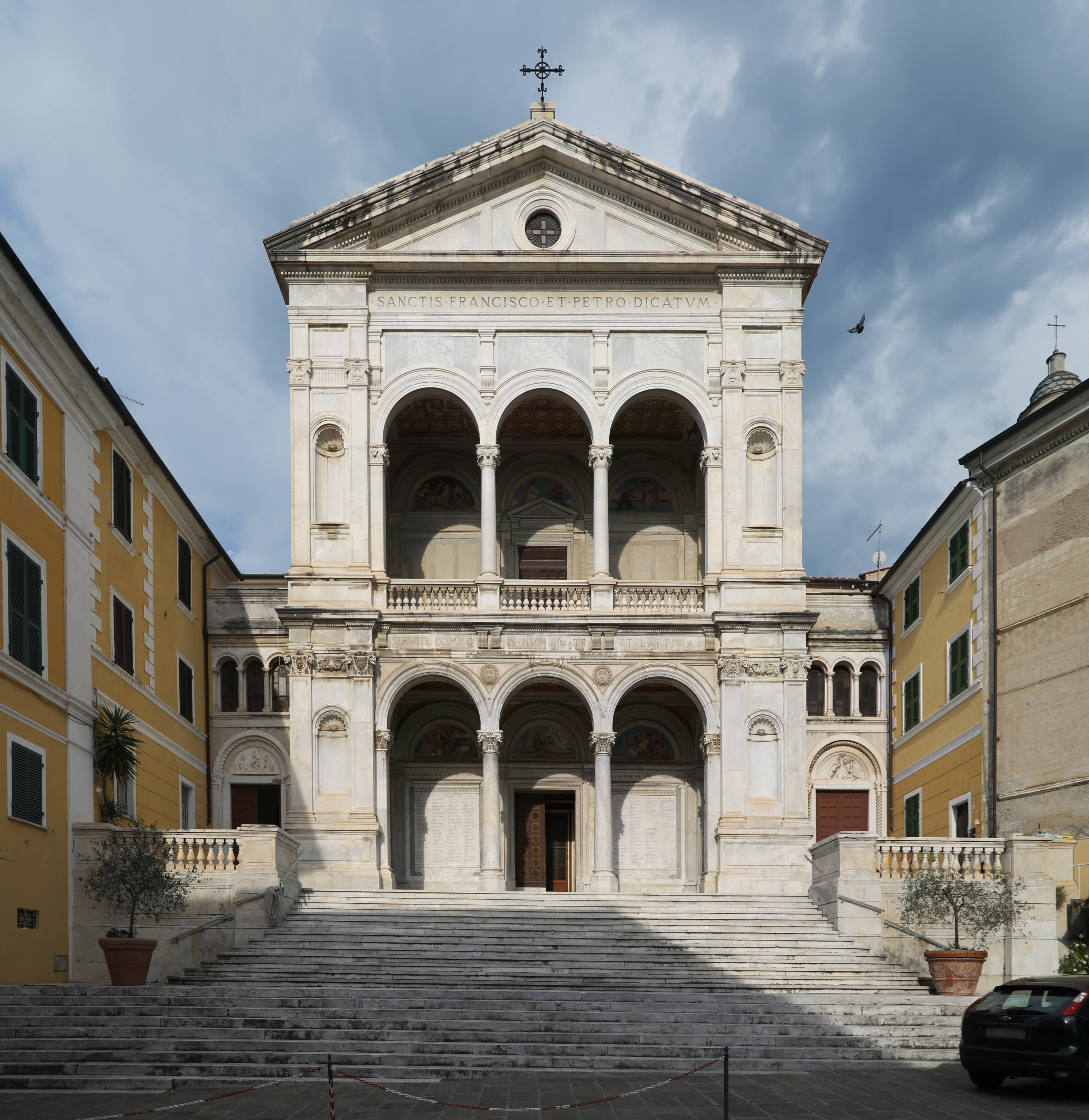
autor Davide Papalini

### Catedral
Desde Plaza de los Naranjos se vislumbra al fondo de la calle Dante Alighieri la fachada (1936) de la Basílica nominada con los Santos Pietro y Francesco, erguida como Duomo solamente en el siglo XVIII. En origen era una iglesia conventual construida por voluntad del marqués Jacopo Malaspina en la segunda mitad del siglo XV. Ampliada entre el 1660 y el 1670 la iglesia fue restaurada en el área presbiterial y en el crucero entre el 1670 y 1695 por iniciativa de Alberico II y el hermano Cardenal Alderano quien orientó la elección de los dos diseñadores Francesco y Alessandro Bergamini; en esa ocasión fue construida la capilla de los príncipes con la subyacente cripta-sepulcro. El Duomo acoge obras como la Madonna con Bambino del Pinturicchio, un pesebre realizado por Benedetto Buglioni en terra cotta (barro cocido) policromada y los altares en mármol construidos por Alessandro Bergamini.

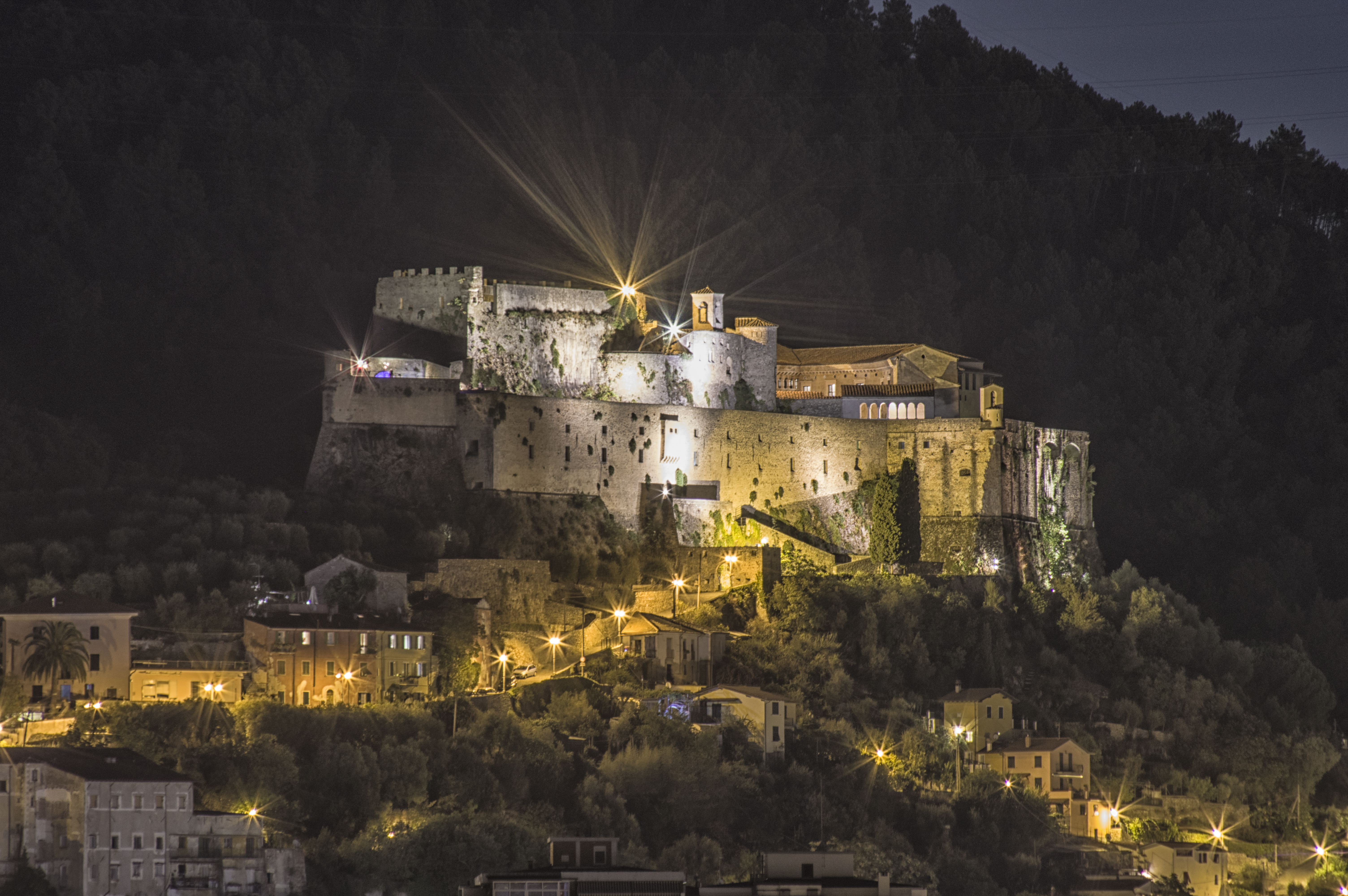
Castillo Malaspina autor Walter Sgadò

### Castillo Malaspina

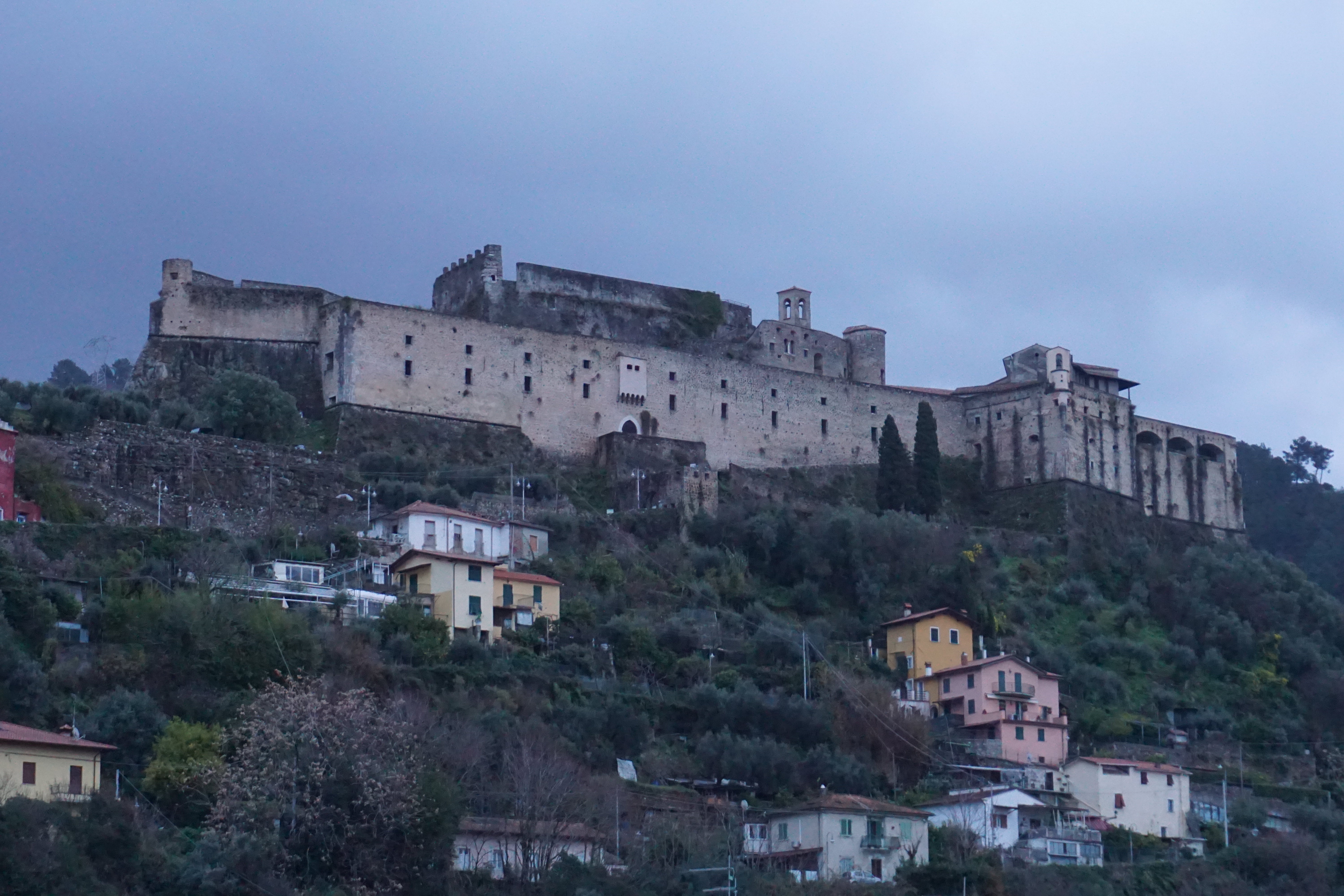
Castillo Malaspina

La fortaleza de Malaspina, o castillo de Malaspina, es una fortificación de origen medieval que, gracias a su posición privilegiada, domina la ciudad de Massa. Fue el asiento principal de los gobernantes de Massa de las dinastías Malaspina y Cybo-Malaspina. Las primeras noticias de este castillo son del 1164. Entre 1400 y 1600 fue trasformado de fortaleza a castillo por parte de los Cybo Malaspina.
El castillo comprende un núcleo medieval central, construido en la cima de un espolón rocoso. La Rocca es el nombre de la antigua Massa, originalmente defendida por un perímetro amurallado en el que se abrían cuatro puertas, dos de las cuales daban a la ciudad. 
Después de la mitad del siglo XVII su destino principal fue militar, hasta que tiene como única destinación la de cárcel, hasta el 1946.  Gracias a los restauros de la Superintendencia de los Monumentos de Pisa, en los años cincuenta, el castillo fue restituido a la ciudad de Massa.

### Palacio Ducal

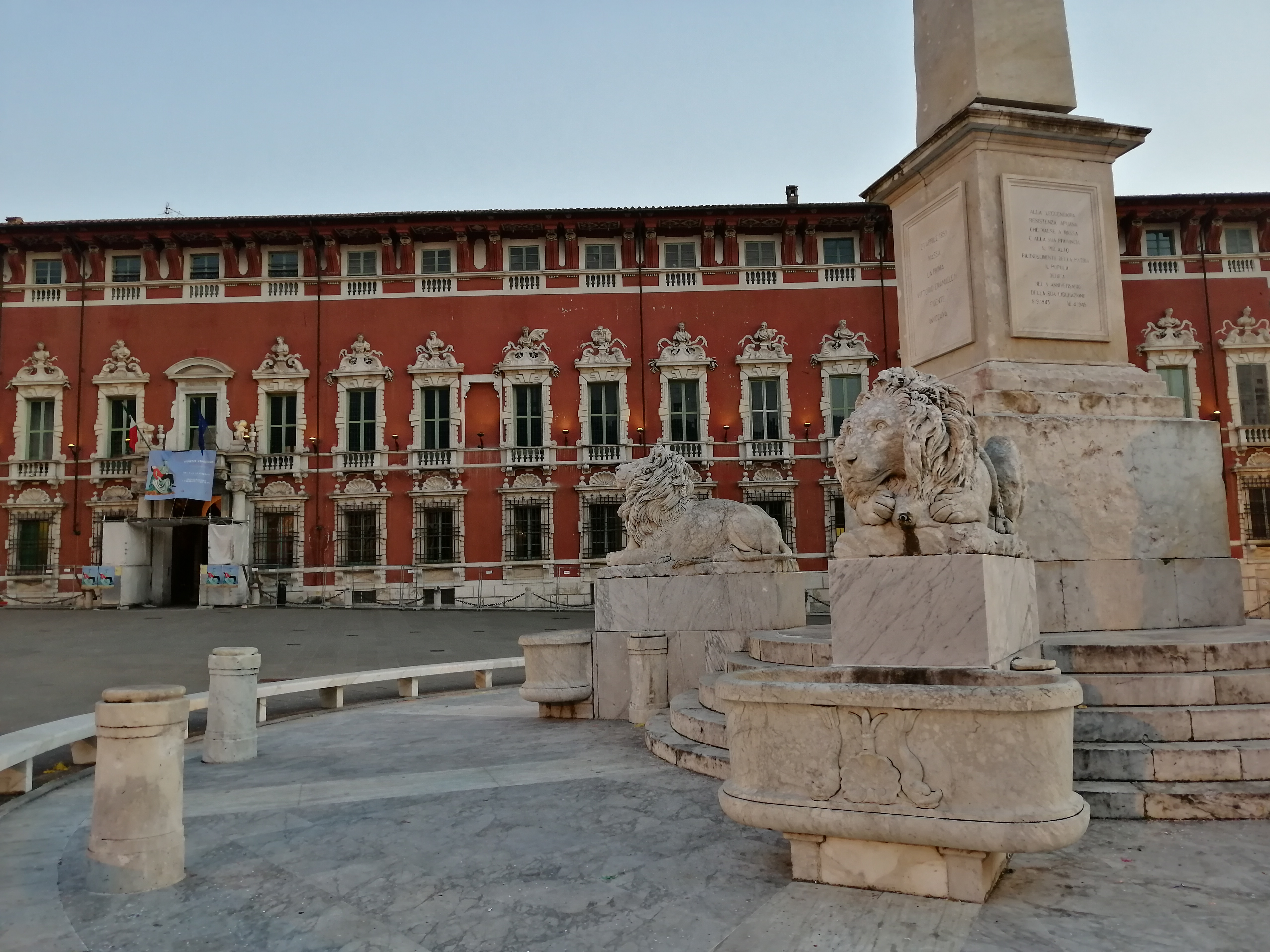
Autor Lorenzo Mosti

Al sur del Castillo, los Malaspina construyeron su residencia principesca en los siglos XV y XVI. El palacio fue ampliado entre 1670 y 1696 por voluntad de Alberico Cybo Malaspina y por obra del arquitecto Alessandro Bergamini. El palacio ocupa el entero lado oriental de plaza de los Naranjos. En el interior del Palacio está situada la Gruta de Neptuno, dominado por la fuente donde está el Neptuno que cabalga las ondas. Consta de un vasto palacio renacentista, circunscrito por un bastión y conectado con el núcleo medieval por un pórtico, representa una elegante residencia de los soberanos: el actual Palacio Rojo. El color rojo caracterizaba muchos edificios de la ciudad relacionados con la dinastía Malaspina: la Villa della Cuncia, Villa Massoni, y la Villa della Rinchiostra.

## Museo Gigi Guadagnucci
El museo Gigi Guadagnucci, en la Villa Rinchiostra en Massa, huéspeda más de 40 esculturas de este artista del mármol.

## Vía Francigena
La vía Francigena es el nombre oficial que recibe una ruta que se extiende de norte a sur por el centro de Europa. Comienza en la ciudad inglesa de Canterbury y finaliza en el centro de Europa, pero podía llegar hasta Roma, Santiago de Compostela o Tierrasanta. Fue utilizada ya desde la Edad Media por los anglosajones para llegar a Roma. Su primera descripción completa fue la que dejó el arzobispo de Canterbury Sigerico el Serio, quien la utilizó para regresar a su ciudad en el año 990.
La vía Francigena es uno de los nueve “Grandes itinerarios culturales europeos”.Hoy también hay muchos peregrinos que vienen a Italia para disfrutar de esta ruta y para vivir como se hacía antaño.

### Etapa 25 desdeSarzanahasta Massa
La etapa es llana, la principal atracción es el área arqueológica de Luni, antiguo puerto de Roma donde los peregrinos francígenos se embarcaban directos a Santiago De Compostela. Superada Avenza atravesamos un camino entre los viñedos que cubren las colinas del Candia entre Avenza y Massa, en una sucesión de preciosos paisajes de los Alpes Apuanos y del mar. De ahí, en pocos kilómetros se llega al centro de Massa.

### Etapa 26 desde Massa hastaCamaiore
Saliendo desde Massa se va hacia el Castillo Aghinolfi (que se encuentra en Montignoso) para tomar una ruta panorámica, que se debe recorrer con precaución a causa del tráfico. La etapa continúa en Pietrasanta, patria adoptiva de artistas que vienen desde todo el mundo. Después de Pietrasanta proseguimos subiendo y bajando por las colinas de Lucchesia hasta el centro histórico de Camaiore con su antigua Abadía. Es discreta la disponibilidad de agua, puntos para comer en Montignoso, Strettoia y Pietrasanta.

## Ciudades hermanadas
- Bad Kissingen (Alemania).